# Йоганн Фрідріх I (курфюрст Саксонії)
Йоганн Фрідріх I Великоду́шний (нім. Johann Friedrich I. der Großmütige, 30 червня 1503 — 3 березня 1554 року) — 11-й курфюрст Саксонії в 1532—1547 роках.

## Життєпис

### Молоді роки
Походив з Ернестинської гілки Веттінів. Єдиний син Йоганна I, курфюрста Саксонії, та його першої дружини Софії Мекленбурзької. Народився 1503 року в Торгау. Через два тижні після пологів померла його мати. Освіту здобув під орудою гуманіста Георга Спалатіна, особливо мав значні знання з історії. 1526 року оженився з донькою герцога Клевського. У 1529 році під час відсутності батька, що був на Шпейєрському рейхстазі, керував курфюрством.
1530 року разом з батьком був на Аусбурзькому рейхстазі, де підписав Аугсбурзьке сповідання. 1532 року після смерті батька став курфюрстом Саксонії та герцогом Саксен-Віттенбергу. В інших володіннях його співволодарем став молодший брат Йоганн Ернст.

### Курфюрст
Він зайняв твердішу і більш рішучу позицію, ніж його батько, на користь Шмалькальденської ліги та поширення лютеранства. 1537 року на раді учасників Шмалькальденської ліги домігся відмови на пропозицію папських легатів зібрати генеральну (головну) раду з вирішення релігійних протиріч. 1539 року запровадив нові консисторії для регулювання управління церковним майном.
1541 року брав участь у так званному Регенсбурзькому коллоквіумі, де відбулися дебати між католиками і протестантами з метою відновлення релігійного миру в Німеччині. Непоступливість Йоганна Фрідріха I звела нанівець усі зусилля католицьких теологів. В тому ж році відсторонив від посади єпископа Наумбургу католика Юліуса фон Пфлуга, самостійно поставивши протестанта Ніколауса Амсдорфа, що призвело до переходу Наумбурзької єпархії до лютеранства. З 1542 року став одноосібним правителем. 1544 року на рейхстазі в Шпейєрі імператор підтвердив права Йоганна Фрідріха I та його нащадків на курфюрство. 1546 році на Йоганна Фрідріха I була накладена імператорська опала за захоплення разом з іншими членами Шмалькальденської ліги Брауншвейг-Вольфенбюттельского герцогства та його правителя — католика Генріха II.
Секуляризація Йоганном Фрідріхом I духовних володінь в Цайтці і Вірцені призвела до розбрату зі стриєчним братом — Моріцем, герцогом Саксонії, який вийшов з Шмалькальденської ліги.
14 жовтня 1546 року імператор Священної Римської імперії Карл V Габсбург уклав Празький договір з Моріцом Саксонським, пообіцявши тому титул курфюрста. Невдовзі почалася Шмалькальденська війна, в якій Йоганн Фрідріх I спільно з ландграфом Гессенським Філіппом I очолив коаліцію протестантських князів. Втім вони діяли повільно, що дозволило імператору зібрати своє військо. Поступово протестантська армія відступила до Саксонії, а союзники Йоганна Фрідріха I підкорилися Карлу V. У відповідь курфюрст саксонський сплюндрував володіння свого суперника Моріца Саксонського. Втім вже 1547 році, допустивши тактичний прорахунок Йоганн Фрідріх I зазнав нищівної поразки в Битві під Мюльбергом, після чого потрапив у полон. 
Титул курфюрста Саксонії та всі його землі було передано Моріцу Саксонському. Деякий час імператор планував стратити Йоганна Фрідріха, але капітуляція Філіппа Гессенського в обмін на життя колишнього курфюрства, змусила відмовитися від цього. 1548 року Йоганн Фрідріх вимушений був підписати віттенберзьку капітуляцію, якою зрікався титулу курфюрста, але зберіг номінальний титул герцога саксонського.

### Герцог
Залишався в полоні, поки курфюрст саксонський Моріц своїм нападом на імператора поблизу Інсбрука в 1552 році призвів до нової війни з протестантами. За Пассауським договором отримав волю та герцогство Саксонське. 1553 року після смерті брата Йоганна Ернста успадкував герцогство Саксен-Кобург.
1554 року підписано Наумбурзький договір з Августом I, курфюрстом Саксонії, за яким відбувся розподіл володінь, відмова від титулу курфюрства з боку Ернестинської лінії Веттінів (за 100 тис. гульденів), а Йогана Фрідріха було визнано народженим курфюрстом.
Розпочав підготовку для відкриття Єнського університету, але не встиг завершити цю справу. Того ж року Йоганн Фрідріх I помер.

## Родина
Дружина — Сибілла, донька Йоганна III де Марка, герцога Клевського і Марії Юліх-Берзької.
Діти:
- Йоганн Фрідріх II (1529—1595), курфюрст Саксонії в 1554—1556 роках, герцог Саксонії
- Йоганн Вільгельм (1530—1573), герцог Саксен-Веймарський
- Йоганн Ернст (1535)
- Йоганн Фрідріх (1538—1565), герцог Саксен-Гота